# Милый Эдвард (сериал)
«Милый Эдвард» (англ. Dear Edward) — американский драматический телесериал, экранизация одноимённого романа Энн Наполитано. Главные роли в нём сыграли Тейлор Шиллинг и Колин О’Брайен. Премьерный показ начался 3 февраля 2023 года.

## Сюжет
Двенадцатилетний мальчик выжил в авиакатастрофе, в которой погибли все остальные пассажиры самолета, включая его семью. Когда он и другие люди, пострадавшие от трагедии, пытаются разобраться в произошедшем, завязываются неожиданные дружеские и любовные отношения.

## В ролях
- Колин О’Брайен — Эдвард Адлер, единственный выживший в авиакатастрофе, главный герой сериала.
- Тейлор Шиллинг — Лейси Кертис, тётя Эдварда, которая становится его опекуном, когда ее сестра погибает в авиакатастрофе.
- Конни Бриттон — Ди Ди, богатая женщина, чей муж погиб в авиакатастрофе.
- Анна Узеле — Адриана Вашингтон, внучка сенатора, погибшего в авиакатастрофе.
- Идрис Собанде — Коджо
- Картер Хадсон — Джон Кертис, муж Лейси и со-опекун Эдварда.
- Эми Форсайт — Линда
- Макс Дженкинс — Джордан Адлер, брат Эдварда, погибший в авиакатастрофе.
- Эва Биндер — Шей, подруга Эдварда.
- Бриттани С. Холл — Аманда
- Хлоя Бруно — Бекс
- Одри Корса — Зоя
- Дженна Куреши — Махира
- Айвен Шоу — Стив
- Дарио Ладани Санчес — Сэм
- Дуглас М. Гриффин — Майло
- Джасмин Уолкер — Натали
- Брайан д’Арси Джеймс — Брюс Адлер, отец Эдварда, погибший в авиакатастрофе.
- Робин Танни — Джейн Адлер, мать Эдварда, погибшая в авиакатастрофе.
- Клара Вонг — Дафна

## Производство и премьера
В феврале 2022 года было объявлено, что Apple TV+ дала зеленый свет десятисерийному сериалу, который Джейсон Катимс был разработан на основе романа Энн Наполитано. Колин О’Брайен был выбран на главную роль, а Конни Бриттон и Тейлор Шиллинг также были объявлены на главные роли. Фишер Стивенс должен был стать режиссером пилотного эпизода. Дополнительный кастинг был объявлен в марте 2022 года, поскольку производство началось в Нью-Йорк, а съемки проходили в Центральном парке. В апреле Брайан д’Арси Джеймс получил роль в повторяющаяся роль. 19 апреля 2023 г. сообщил, что сериал был отменен после одного сезона.
Премьерный показ сериала начался 3 февраля 2023 года.